# Cantone di Plaisance
Il Cantone di Plaisance era una divisione amministrativa dell'arrondissement di Mirande.
A seguito della riforma approvata con decreto del 26 febbraio 2014, che ha avuto attuazione dopo le elezioni dipartimentali del 2015, è stato soppresso.

## Composizione
Comprendeva i comuni di:
- Beaumarchés
- Cahuzac-sur-Adour
- Cannet
- Couloumé-Mondebat
- Galiax
- Goux
- Izotges
- Jû-Belloc
- Lasserade
- Plaisance
- Préchac-sur-Adour
- Saint-Aunix-Lengros
- Tasque
- Tieste-Uragnoux